# Publius Iuventius Celsus (ojciec)
Publius Iuventius Celsus – rzymski prawnik z czasów Wespazjana, ojciec Publiusa Iuventiusa Celsusa.